# Otodectes cynotis
Otodectes cynotis (лат.) — паразитический вид панцирных клещей из семейства Psoroptidae. Возбудитель отодектоза, наиболее распространённой чесотки собак и кошек в мире. Встречается также у лис и хорьков. Изредка возможен переход к человеку
В редких случаях является причиной наружного отита у человека.
О. cynotis имеет морщинистую кутикулу. Первые две пары ног у лапок на короткой ножке укоренившиеся бляшек крепления. Третья и четвёртая пары ног гораздо короче, имеют две длинные щетинки и выступают за пределы боковых сторон тела. Самки в длину от 400 до 500 мкм и в ширину от 270 до 300 мкм, самцы гораздо меньше, длиной 315—395 и шириной 210—295 мкм.
Самцы зачастую спариваются с самкой в стадии телонимфы, оплодотворение происходит незадолго перед линькой самок. Самка откладывает около пяти яиц в день на поверхности ушного канала. Через четыре дня появляются шестиногие личинки, которые проходят две стадии восьминогой нимфы до стадии взрослого клеща. Весь процесс занимает около трёх недель.
О. cynotis обитает в наружнем ухе животных. Клещ пронзает своими хелицерами эпидермис и питается выступающей тканевой жидкостью и лимфой.